# Ramón Víctor Castro
Ramón Víctor Castro (Montevideo, 13 giugno 1964) è un ex calciatore uruguaiano, di ruolo centrocampista.